# سيرجيو ليو
سيرجيو ليو (بالبرتغالية: Sergio Leo‏) هو صحفي برازيلي، ولد في 25 يناير 1963 في ريو دي جانيرو في البرازيل.